# Eiterfeld
Eiterfeld er en by i Hessen i det centrale Tyskland. Pr. 2006 havde byen 7538 indbyggere.